# Elena Kutorgienė
Elena Kutorgienė-Buivydaitė (ur. 28 lipca 1888 w Szawlach, zm. 13 lutego 1963 w Kownie) – litewska lekarka, uhonorowana tytułem Sprawiedliwej wśród Narodów Świata.

## Życiorys
W 1912 roku ukończyła studia medyczne na Uniwersytecie Moskiewskim i przez następne dziesięć lat pracowała w moskiewskich szpitalach. Po powrocie na Litwę rozpoczęła pracę w placówkach medycznych w Kownie. Działała w Oeuvre de Secours aux Enfants – żydowskiej organizacji opiekuńczej dla dzieci, w której nawiązała bliskie relacje z żydowskimi lekarzami. W czasie okupacji niemieckiej pomagała w znajdowaniu kryjówek i udzielała schronienia Żydom. Nawiązała też bliską współpracę z grupą partyzantów z kowieńskiego getta.
W czasie okupacji w jej domu odbywały się spotkania litewskiego podziemia z przywódcą gettowego ruchu oporu Chaimem Jelinem. Przechowywała też zapiski Jelina i jego brata. W ramach swojej współpracy z ruchem oporu pomagała w zdobywaniu broni i kolportażu wydawnictw podziemnych.
Po zakończeniu wojny była członkinią komisji powołanej w celu badania zbrodni wojennych. 26 lipca 1982 roku została pośmiertnie uhonorowana przez instytut Jad Waszem tytułem Sprawiedliwej wśród Narodów Świata.

## Dziennik
W czasie wojny Kutorgiene-Buivydaite prowadziła dziennik, którego fragmenty umieszczone zostały w „Czarnej księdze” Wasilija Grossmana i Ilji Erenburga – zbiorze dokumentów osobistych Żydów i nieżydowskich obserwatorów nazistowskiej zbrodni na terenach Związku Radzieckiego. Polskie tłumaczenie części tekstu dotyczącej pogromu w Kownie ukazało się w książce Tomasza Szaroty „U progu Zagłady. Zajścia antyżydowskie i pogromy w okupowanej Europie”, będącej przekładem z języka niemieckiego, z zaznaczonymi fragmentami, których usunięcia domagała się w 1946 roku radziecka cenzura.